# Bahnstrecke Vergennes–Vergennes Hafen
| Gesellschaft: | zuletzt RUT          |                    |                    |
| Streckenlänge: | 2,5 km               |                    |                    |
| Spurweite: | 1435 mm (Normalspur) |                    |                    |
| |                      |                    |                    |
| \| \| \| \| \| \| \| \| von Burlington \| \| \| \| 0 \| nach Bellows Falls \| nach Bellows Falls \| \| \| \| \| \| \| \| \| Otter Creek \| \| \| \| 2½ \| Vergennes VT Hafen \| Vergennes VT Hafen \| |                      |                    |                    |
| |                      |                    |                    |
| Strecke |                      | von Burlington     | von Burlington     |
| Abzweig ehemals geradeaus und nach links | 0                    | nach Bellows Falls | nach Bellows Falls |
| Strecke (außer Betrieb) |                      |                    |                    |
| Brücke über Wasserlauf (Strecke außer Betrieb) |                      | Otter Creek        | Otter Creek        |
| Kopfbahnhof Streckenende (Strecke außer Betrieb) | 2½                   | Vergennes VT Hafen | Vergennes VT Hafen |

Die Bahnstrecke Vergennes–Vergennes Hafen war eine Eisenbahnstrecke in Vermont (Vereinigte Staaten). Sie war etwa 2,5 Kilometer lang und lag im Stadtgebiet von Vergennes. Die Strecke ist stillgelegt und abgebaut.

## Geschichte
Anfang 1850 begann die Rutland and Burlington Railroad mit den Bauarbeiten für die als öffentliche Bahn konzipierte Strecke, die noch im gleichen Jahr eröffnet wurde. Sie wurde als Vergennes Branch bezeichnet. Ursprünglich war eine Strecke entlang des Otter Creek südlich um die Stadt ohne eine Brücke über den Fluss geplant. Diese Bahn hätte jedoch den größten Industriebetrieb der Stadt, die Vergennes Iron Works, die sich auf der Südseite des Flusses befanden, nicht angebunden. Neben dem Güterbahnhof wurde ein kleiner Personenbahnhof errichtet, der den Fahrgästen der Schiffe zum Umsteigen auf den Zug diente. Der Schiffsverkehr von hier über den Lake Champlain schloss nicht nur Passagiere, sondern auch Güter ein, die am Bahnhof umgeladen wurden.
Bald nach dem Bürgerkrieg nahmen jedoch die Beförderungszahlen auf der Strecke so rapide ab, dass etwa 1870 die Strecke stillgelegt wurde. Zuvor hatte 1867 noch die Rutland Railroad die Betriebsführung übernommen.

## Streckenbeschreibung
Die Strecke zweigt aus der Rutland-Hauptstrecke nördlich des Bahnhofs Vergennes ab. Züge konnten nicht aus dem Bahnhof in die Strecke einfahren, es gab nur eine Gleisverbindung in Richtung Burlington. Noch heute ist in diesem Bereich die Bahntrasse gut erkennbar. Sie führt südwärts neben dem Potash Brook entlang. Die Comfort Hill Street wurde durch eine Unterführung unterquert. Kurz darauf folgte ein Bahnübergang über den MacDonough Drive und die Brücke über den Otter Creek. Unmittelbar am anderen Ufer war der Endbahnhof erreicht.